# Boussens (Vaud)
Boussens es una comuna suiza del cantón de Vaud, situada en el distrito de Gros-de-Vaud. Limita al nortes con las comunas de Bettens y Bioley-Orjulaz, al este con Etagnières, al sureste con Cheseaux-sur-Lausanne, al suroeste con Sullens, y al oeste con Bournens. 
La comuna formó parte hasta el 31 de diciembre de 2007 del distrito de Cossonay, círculo de Sullens.